# Schilljugend
Die Schilljugend war eine rechtskonservative Jugendorganisation, die vom ehemaligen Freikorps- und späteren SA-Führer Gerhard Roßbach 1923 gegründet wurde. Der Sitz war Berlin. Der von Sepp Meierhofer verliehene Name bezieht sich auf den preußischen Offizier und Freikorpskämpfer Ferdinand von Schill.

## Gründung und Verhältnis zur NSDAP
Ausschlaggebend für die Gründung der Schilljugend war der Fall des Freikorps-Kämpfers Albert Leo Schlageter, der im „Ruhrkampf“ Sabotageakte organisiert hatte und nach seiner Verhaftung von einem französischen Militärgericht zum Tode verurteilt wurde. Seine Hinrichtung am 26. Mai 1923 machte ihn zum Helden und Märtyrer für die extreme Rechte, und die Parallele zum Fall des Freiheitskämpfers Schill drängte sich auf.

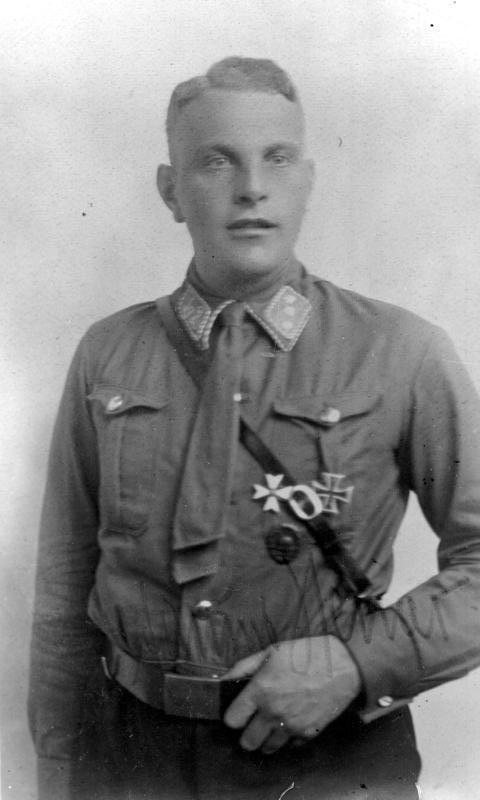
Edmund Heines

Einer von Gerhard Roßbachs Gesinnungsgenossen bei der Gründung des Jugendverbandes Schilljugend war der spätere Röhm-Vertraute Edmund Heines. Dieser wurde 1925 von Hitler mit der Zuständigkeit für alle Jugendangelegenheiten der NSDAP betraut. Da der in Österreich weilende Roßbach weiterhin Einreiseverbot für Deutschland hatte, übernahm Heines die Führung der Schilljugend in Deutschland. Er leitete auch den „Sportversand Schill“, der unter anderem die SA mit Braunhemden versorgte. Ab 1926 löste Werner Lass Heines in der Führung der Schilljugend ab, was gleichzeitig Hitlers Anerkennung des Wehrjugendbundes Schill als Jugendverband der NSDAP bedeutete. Diese Rolle war in der Partei umstritten, vor allem wegen des elitären Charakters der Schilljugend. Kurt Gruber, der Führer der „Großdeutschen Jugendbewegung“, die sich seit 1926 Hitlerjugend nannte, monierte, dass man kein einziges Arbeiterkind in die Schilljugend bringen könne, was den Attributen „sozialistisch“ und „Arbeiterpartei“ im Parteinamen der Hitlerorganisation widersprach.

## Zahlreiche Zusammenschlüsse mit Jugendbünden ab 1925
Im Laufe des Jahres 1925 stabilisierte sich die Schilljugend in Deutschland mit zahlreichen Anschlüssen von Gruppen der Bündischen Jugend und dehnte sich in Mittel- und Norddeutschland aus. Ab August 1926 war Gerhard Roßbach Bundesführer oder „Chef“ an der Spitze des Verbandes. Der Generalfeldmarschall August von Mackensen fungierte als Schirmherr der Organisation. Eine weitgefächerte Struktur des Verbandes wurde durch zahlreiche thematisch begründete Ämter vorgegaukelt: Es gab ein Amt für Wandern, ein Presseamt und ein Amt für Schrifttum, dessen Leitung seit März 1926 Ernst Jünger innehatte. Unter der Leitung des Konstrukteurs Felix Wankel gab es für kurze Zeit ein Amt für Technik.
Der spektakulärste Zusammenschluss war die Vereinigung der Schilljugend mit dem völkischen Jugendbund „Adler und Falken“ im Jahr 1926. Dieser der Wandervogelbewegung nahestehende Bund war von Wilhelm Kotzde-Kottenrodt 1920 als Jugendorganisation für beide Geschlechter gegründet worden. Mit dem Zusammenschluss gehörten nun auch Mädchen zur Schilljugend und zugleich wurde die bislang eher paramilitärische Ausrichtung der Schilljugend ergänzt durch kulturelle Elemente wie Tanz, Gesang und Schauspiel. Auch ein verstärktes Interesse an deutschen Minderheiten im Elsass und anderen ehemals deutschen Gebieten im Ausland erhielt Bedeutung. Schließlich initiierte Roßbach die Gründung einer „Spielschar Ekkehard“, als Teil der Schilljugend, die reichsweit und in West- und Nordeuropa durch Liederabende, Volkstänze und Laienspiele bekannt wurde. 1929 hatte die „Spielschar Ekkehard“ einen Gastauftritt in Bayreuth beim 60. Geburtstag Siegfried Wagners und war mit einer Abordnung bei seinem Begräbnis im darauffolgenden Jahr vertreten. Aufgrund ihrer Popularität mit etwa 2000 Auftritten überlebte die Spielschar die Schilljugend um ein Jahr und wurde erst im März 1934 aufgelöst.
Regional war die Schilljugend in Gaue von unterschiedlicher Mitgliederstärke gegliedert. Gemäß seinem elitären Charakter war der Verband eher klein. Bei der Eingliederung in die HJ im Sommer 1933 hatte die Schilljugend reichsweit etwa eintausend Mitglieder. Am 2. August 1933 erfolgte die Auflösung in der Form, dass der Name aufgegeben wurde und die gesamte Organisation in die Hitlerjugend inkorporiert wurde.